# Andrijaševci
Andrijaševci är en ort i Kroatien.   Den ligger i länet Srijem, i den östra delen av landet, 230 km öster om huvudstaden Zagreb. Andrijaševci ligger 81 meter över havet och antalet invånare är 2 176.
Terrängen runt Andrijaševci är mycket platt. Runt Andrijaševci är det ganska tätbefolkat, med 90 invånare per kvadratkilometer. Närmaste större samhälle är Vinkovci, 8,8 km nordost om Andrijaševci. Trakten runt Andrijaševci består till största delen av jordbruksmark.